# Antibiotikaresistens
Antibiotikaresistens er modstandsdygtighed (resistens) overfor antibiotika. Bakterier og andre organismer, f.eks. svampe, kan udvikle resistens overfor antibiotika, hvilket betyder at antibiotika ikke længere påvirker dem. Ministeriet for Fødevarer, Landbrug og Fiskeri anslår at der hvert eneste år dør over 25.000 europæere som følge af infektioner med bakterier, der har udviklet resistens mod antibiotika som følge af overforbrug af antibiotika til både mennesker og dyr.
Bakterier fører til stadighed en biologisk-biokemisk "krig om overlevelse", hvor resultatet følger Darwins lov om overlevelse af den mest egnede og hvor resultatet viser sig hurtigt på grund af bakteriers meget korte generationstid. Resistente mikroorganismer viser sig ofte at producere et eller flere enzymer, der binder og nedbryder antibiotika-molekylerne og gør dem inaktive. Genet for et antibiotika-nedbrydende enzym kan, ligesom andre gener, overføres fra den ene mikroorganisme til den anden, og dermed kan resistensen spredes mellem bakterierne. Det betyder at en bakterie der er blevet resistent kan overføre sin resistens til andre bakterier. Det kan ske ved de processer der kaldes for konjugation, transduktion og transformation, for eksempel ved overførsel af plasmider. Resistens vil i sidste ende medføre uhelbredelige infektioner. Resistente mikroorganismer omtales på engelsk som “MDR”, “multidrug resistant”, "pig-MRSA", "livestock-associate MRSA", “superbug” eller “super bacterium” og sågar som "nightmare bacteria".
I Danmark er der en stigende tendens til forekomsten af resistente infektioner, om end problemet her er noget mindre end i mange andre lande. Fra 2008 til 2012 er der på danske sygehuse indlagt 15 personer med farlige resistente bakterier fra udlandet, hvoraf de 7 patienter var fra Libyen og alle havde den samme resistente tarmbakterie. Langt hyppigere på danske sygehuse er de multiresistente tarmbakterier ESBL, der har navn efter det antibiotika-nedbrydende enzym extended spectrum beta-lactamase. På trods af den potentielle risiko for spredning af uhelbredelige infektioner, er der endnu (marts 2012) ingen systematisk overvågning i Danmark af nogen af disse resistente bakterier. I en status over 2014 anfører Statens Seruminstitut, at der på de danske hospitaler er en stor stigning i antallet af patienter, som fik infektioner med multiresistente bakterier som VRE (op 30%) og CPE (op 100%).

## Resistensproblemet
På grund af antibiotikaresistens er der en stadig større risiko for at der udvikles infektioner, som slår mennesker ihjel. De resistente bakterier er mere dødelige end deres ikke-resistente slægtninge, således følger døden af 40% af alle blodforgiftninger i USA med CRE.. Resistensproblemet er i begyndelsen af 2013 blevet så alvorligt, at Storbritianniens øverste medicinaldirektør, Dame Sally Davies, har advaret om at antibiotikaresistens er blevet så udbredt, at det udgør en dommedags-lignende trussel, hvor selv små infektioner i fremtiden ikke kan behandles. Derfor anbefaler hun de britiske myndigheder at udvide det nationale register over over katastrofesituationer som terrorangreb, globale epidemier og naturkatastrofer med antibiotikaresistens.
Center for Disease Control i USA anslår, at 2 millioner amerikanere hvert år smittes med resistente bakterier, og at der i USA hvert år dør 23.000 mennesker som følge af infektion med resistente bakterier; CDC advarer derfor i en rapport mod den truende situation, hvor der ikke længere findes liv-reddende antibiotika.
Danske eksperter kalder udviklingen en ond spiral og er enige ud fra betragtninger af, at også i Danmark er resistente bakterier som stafylokokker i fremmarch, og at 80-90 % af danske slagtesvin indeholder resistente bakterier. Overførsel af resistente bakterier fra kæle- og husdyr til mennesker er en potentiel risiko efter fund af resistente bakterier i kæle- og husdyr.
I begyndelsen af 2013 opererede sundhedsvæsenet med tre typer resistente tuberkulosebakterier: multiresistente, ekstremt resistente og fuldkommen resistente eller totalt resistente tuberkulosebakterier, der kræver meget lang og kostbar antibiotikabehandling med stor risiko for at fremkalde resistens, og for de totalt resistente en eksperimentel behandling, hvis udfald ikke kan forudsiges.
Det er anslået, at omkring 700.000 mennesker dør i 2016 som følge af resistente bakterier, og at dette tal inden for få årtier øges til flere millioner mennesker der dør hvert år.
| År   | Danskere smittet med svine-MRSA | Danskere smittet med MRSA  |
| ---- | ------------------------------- | -------------------------- |
| 2007 | 12                              | 662                        |
| 2008 | 64                              |                            |
| 2009 | 43                              |                            |
| 2010 | 111                             |                            |
| 2011 | 166                             |                            |
| 2012 | 233                             |                            |
| 2013 | 643, 3 dødsfald i 2012 og 2013  | 13 dødsfald i 2012 og 2013 |
| 2014 | 1.271, 2 dødsfald               | 2.965, 12 dødsfald         |
| 2015 | 1.117, 1 dødsfald               | 2.928, 7 dødsfald          |
| 2016 | 1.208, 1 dødsfald               | 3.545, 6 dødsfald          |
| 2017 | 1.251                           | 3.588, 8 dødsfald          |
| 2018 | 1.216, 2 dødsfald               | 3.672, 7 dødsfald          |

## Selektionspresset
Al brug af antibiotika vil medføre et selektionspres, der gør at de følsomme mikroorganismer dør og de resistente trives.
Resistens fremkaldes således over tiden ved utilstrækkelig eller overdreven behandling. Dette kan på længere sigt få betydning for behandling af infektioner som skyldes f.eks. Staphylococcus aureus. Det er af afgørende betydning at fastholde et lavt og smalspektret antibiotikaforbrug, samt opsporing og behandling af bærere af Methicillin-resistent Staphylococcus aureus bakterier og carbapenem-resistente bakterier som NDM-1 (bakterier med det antibiotika-nedbrydende enzym NDM-1, New Delhi Metallo-beta-lactamase 1).
Multiresistens opstår ved at en bakterie med et antibiotika-nedbrydende enzym får overført genet for et andet antibiotika-nedbrydende enzym, og derfor ikke kan behandles med to typer antibiotika. Denne proces kan fortsætte og slutte med bakterier, der producerer enzymer, der nedbryder alle kendte antibiotika.
I Danmark er der i landbrugets svineproduktion et meget stort forbrug af antibiotika. I 2010 brugte det danske landbrug i alt 100,3 ton antibiotika, og trods større produktion kunne der konstateres et glædeligt fald i forbruget til 81,4 ton i 2011.

## Antibiotikaresistente bakterier
- CA-MRSA (community-acquired MRSA) engelsk udtryk for smitsom MRSA
- CC97 eller MRSA CC97 (methicillin resistant Staphylococcus aureus clonal complex 97) stammer oprindeligt fra køer.[22]
- CC398 eller MRSA CC398 (methicillin resistant Staphylococcus aureus clonal complex 398) eller * ST398 (sequence type 398) også kaldet "svine-MRSA" er resistent over for både methicillin og tetracyclin [23]
- CPE, carbapenemase-producerende enterobakterier[24][25][26]
- CRE, carbapenem-resistente enterobakterier, herunder carbapenem-resistente Klebsiella er udbredte i Grækenland, UK og USA.[4][27][28]
- ESBL (extended-spectrum beta-lactamase), bakterie der indeholder det antibiotika-nedbrydende enzym ESBL
- HA-MRSA (healthcare-associated MRSA) engelsk udtryk for hospitalsinfektion.
- KPC, K. pneumoniae carbapenemase-producerende Klebsiella, panresistent, findes i USA.[29]
- LA-MRSA (livestock-associated MRSA) "svine-MRSA"
- MRAB (multiresistent Acinetobacter baumannii) blodinfektioner hos soldater i Irak og Afghanistan
- MRSA (methicillin resistant Staphylococcus aureus) resistent over for methicillin. Smittevejene fra dyr til mennesker er i 2013 ved at blive klarlagt.[30][31] Den følsomme bakterie, der kan behandles med methicillin. benævnes MSSA (methicillin-sensitiv Staphylococcus aureus)
- Mycobacterium tuberculosis, multiresistente bakterier er udbredt i Østeuropa[32] og totalt resistente bakterier i Sydafrika.[9]
- Mycoplasma genitalium med udbredt resistens[33]
- NDM-1, New Delhi-metallo-beta-lactamase 1-producerende enterobakterier (Klebsiella pneumoniae, E. coli, Vibrio colerae og Shigella boydeii) er udbredt i Indien, Pakistan, Bangladesh og på Balkan.[34][4]
- ORSA (oxacillin-resistant Staphylococcus aureus)
- t127 eller MRSA t127 (methicillin resistant Staphylococcus aureus) konstateret hos 9 nyfødte børn på Hvidovre Hospital, 2014.
- ST22-MRSA-IV (sequence type 22 methicillin resistant Staphylococcus aureus type IV) – en hospitalsinfektion i Irland[35]
- VRE, vancomycin-resistent enterokok, forekommer som hospitalsinfektion[24]
- VRSA, vancomycin-resistant Staphylococcus aureus[36]
- XDR (forkortelse eng. extensively drug-resistant) superresistente bakterier, bruges om tuberkulose-bakterie.[37]

## Medfødt resistens
Nogle organismer er naturligt udstyret med resistens over for diverse stoffer i kraft af deres DNA. Nogle organismer har ikke genet for en bestemt receptor for et givent antibiotikum. F.eks. virker amphotericin B ved at binde sig til steroler i svampes cellemembran, og da bakterier ikke har steroler i deres cellemembran, er de naturligt resistente over for amphotericin B.
Et andet eksempel på medfødt resistens er en organismes ydre barriere, der kan forhindre visse antibiotika i at nå deres mål i cellen.

## Opnået resistens
Begrebet opnået resistens eller overført resistens dækker over at en mikroorganisme udvikler antibiotikaresistens. Overført resistens betyder at en mikroorganisme bliver resistent over for antibiotika ved at blive "smittet" af en anden mikroorganisme.
Der kendes flere biologiske, genetiske og biokemiske mekanismer:
- ved en mutation
- overførsel af et gen for et antibiotika-nedbrydende enzym som f.eks. beta-laktamase
- overførsel af et gen for et membran-protein, en pumpe, der pumper antibiotika ud af cellen (sammenlign f.eks. med natrium-kalium-pumpen
- overførsel af et gen der ændrer celleoverfladen, så antibiotika ikke binder til cellen eller ikke kan trænge igennem celleoverfladen.

Overførslen af et eller flere gener sker ved konjugation, transduktion eller transformation. Ofte sker det ved overførsel af et plasmid, f.eks. er Shigella og E. coli i stand til at overføre plasmider mellem hinanden. Overførsel af plasmider mellem bakterie-populationer er en effektiv måde til spredning af antibiotika-resistens mellem mikroorganismer.

### Kromosomal mutation
Der sker konstant mutationer med lav frekvens i forskellige organismers DNA, hvorved nogle af dem opnår en vækstfordel, eksempelvis i form af resistens over for antibiotika. F.eks. kan gram-negative bakterier, der har et muteret gen for β-laktamase opnå en overproduktion af dette enzym, hvorved de bliver resistente over for cefalosporiner, som ellers betragtes som uimodtagelige over for β-laktamase.

## Vaccination
Antibiotikaresistens er en af verdens førende dødsårsager og kræver flere menneskeliv end aids eller malaria. Hvor de er tilgængelige, er vacciner nogle af de bedste værktøjer, der er til at forhindre fremtidige katastrofer.

## Alternativ bekæmpelse af superbakterier
Multiresistente bakterier udvikler resistens mod mange eller evt. alle anvendte antibiotika, og derfor er der stort behov for nye antibiotika. Desværre er den farmaceutiske forskning ikke i stand til at følge med i denne biologiske krig ad de traditionelle veje med opdagelse og masseproduktion af nye antibiotika, som er en langsommelig proces, så kun få nye antibiotika er på vej til godkendelse.
Forsker har vendt sig mod “gamle” antibiotika, som er blevet opgivet, måske p.gr.a. deres giftighed, som f.eks. streptotricinerne.
Den farmaceutiske forskning leder efter alternative måder at bekæmpe multiresistente bakterier. Eksempler herpå er antimikrobielle peptider (se f.eks. Indledende case: Plectasin), hæmmere af beta-lactamase, kulilte-frigivende molekyler, ler og bakteriofager, også kaldet fager, jvf. bakteriofagterapi/fagterapi.